# Helle Virkner
Helle Virkner, född 15 september 1925 i Århus i Danmark, död 10 juni 2009 i Charlottenlund, var en dansk skådespelare och teaterchef. Virkner är troligen främst känd för rollen som pianolärarinnan Elisabeth Friis i TV-serien Matador (1978–1982).

## Biografi
Helle Virkner filmdebuterade 1944 och blev en av dansk films mest populära skådespelare, bland annat i Poeten og Lillemor (1959) och Den kære familie (1962), och senare i tv-serierna Huset på Christianshavn, Matador och Lars von Triers Riket. Hon scendebuterade 1945 vid Det Kongelige Teater, där hon var anställd till 1951. Senare var hon frilans med roller vid en rad danska teatrar, med framgångar både i klassisk dramatik, komedi och revy. Från 1959 var hon tillsammans med Frits Helmuth direktör för Allé-scenen. Virkner blev 1982 meddirektör för ABC-Teatret i Frederiksberg, och ensam direktör 1989–1993.  Hon representerade Socialdemokratiet i Frederiksbergs kommunfullmäktige 1974–1982.
Virkner var gift med skådespelarna William Rosenberg (1946–1949) och Ebbe Rode (1949–1959) samt med statsmannen Jens Otto Krag (1959–1973). Hon gav ut böckerna Scenen skifter (1968), Hils fra mig og Kongen (1994) och Billeder fra mit Liv (1996).

## Filmografi i urval
- 1947 – Tag vad du vill ha
- 1955 – Amor i fara
- 1956 – Kärlek i det blå
- 1959 – Poeten og Lillemor
- 1961 – Cirkus Buster
- 1962 – Den kära familjen
- 1970–1977 – Huset på Christianshavn (TV-serie)
- 1971 – Olsen-banden i Jylland
- 1971 – Ballade på Christianshavn
- 1972 – Olsenbandets stora kupp
- 1973 – Olsenbanden slår till
- 1974 – 19 röda rosor
- 1976 – Kassen stemmer
- 1978–1982 – Matador (TV-serie)
- 1994 – Riket (TV-serie)
- 1997 – Riket II (TV-serie)
- 2000 – Blinkande lyktor